# Mi ketten (film, 1987)
A Mi ketten (eredeti cím: Withnail and I) 1987-ben bemutatott brit filmvígjáték Bruce Robinson rendezésében. A főbb szerepekben Richard E. Grant és Paul McGann látható.
A film pozitív kritikákat kapott, a brit filmművészet egyik legnagyobb kultuszfilmjének tartják.

## Cselekmény
London, 1969. Withnail és Marwood munkanélküli színészek, egy Camden Town-i lakásban élnek. Amikor elegük lesz a városi életből, elhatározzák, hogy vidékre mennek nyaralni. Ennek érdekében megszerzik a kulcsokat Withnail gazdag és különc nagybátyjának vendégházához, ám a vakáció egészen másként alakul, mint tervezték.

## Szereplők
| Szerep         | Színész           | Magyar hang    |
| -------------- | ----------------- | -------------- |
| Withnail       | Richard E. Grant  | Alföldi Róbert |
| „Én” (Marwood) | Paul McGann       | Stohl András   |
| Monty          | Richard Griffiths | Balázs Péter   |
| Danny          | Ralph Brown       |                |
| Jake           | Michael Elphick   |                |